# Raimundo de Arêa Leão (filho)
Raimundo de Arêa Leão (Teresina, 23 de abril de 1894 – Teresina, 1º de fevereiro de 1958) foi um engenheiro civil, professor e político brasileiro, outrora prefeito de Teresina e representante do Piauí no Congresso Nacional.

## Dados biográficos
Filho de Raimundo de Arêa Leão e Joanna Lobão Portela de Arêa Leão. Engenheiro civil formado na Escola Politécnica da Universidade Federal do Rio de Janeiro em 1922, foi professor de Matemática no Liceu Piauiense antes de assumir o cargo de secretário de Fazenda no governo João Luís Ferreira. Quando o seu irmão, Humberto de Arêa Leão, tornou-se governador do Piauí em decorrência da Revolução de 1930, ocupou os cargos de prefeito de Teresina e secretário de Obras e Serviços Públicos. Membro do diretório estadual do Partido Nacionalista Piauiense, foi correligionário de Hugo Napoleão do Rego, figurando como suplente de deputado federal em 1933.
Fundador do Esporte Clube Flamengo em 8 de dezembro de 1937, elegeu-se deputado federal via PSD em 1945, e como tal foi signatário da Constituição de 1946. Eleito senador em 1950, faleceu no curso do mandato e em razão disso efetivaram Waldemar Santos.
Cunhado do político Matias Olímpio, eleito governador do Piauí em 1924 e senador pelo respectivo estado em 1945 e 1954.